# Nellie, den smukke Mannequin
Nellie, den smukke Mannequin (originaltitel Nellie, the Beautiful Cloak Model) er en amerikansk stumfilm fra 1924 instrueret af Emmett J. Flynn.

## Medvirkende
- Claire Windsor som Nellie
- Edmund Lowe som Jack Carroll
- Mae Busch som Polly Joy
- Raymond Griffith som Shorty Burchell
- Lew Cody som Walter Peck
- Hobart Bosworth som Thomas Lipton / Robert Horton
- Lilyan Tashman som Nita